# Abdul Ali Deobandi
Mawlawi Abdul Ali Deobandi (Paschtu/persisch عبد العلي دیوبندي; geb. 1938; gest. 2. November 2009) war ein pro-talibanischer afghanischer Kleriker, der als Mullah Omars Berater wirkte. Er wurde mit dem Titel Sheikh al-Hadith und Mufassir (Koranexegese) ausgezeichnet.

## Leben
Abdul Ali wurde 1938 in Lakukhil geboren. Sein Vater Mawlana Sher Muhammad war ebenfalls Kleriker. Abdul Ali erhielt seine religiöse Grundausbildung von seinem Vater. In Kandahar ging er an die Muhammadiyah School und studierte 1964 Scharia an der Darul Uloom Haqqania in Akora Khattak, Pakistan. Andere Quellen erwähnen, dass er auch an der Darul Uloom Deoband studierte.
Nach dem Abschluss seines Scharia-Studiums ging Abdul Ali zurück nach Afghanistan und lehrte Islam in verschiedenen Gebieten in der Provinz Kandahar. Nach der Saurrevolution rief Abdul Ali zum Dschihad gegen die kommunistische Regierung auf. Er floh nach Pakistan und lehrte afghanische Mudschahidin. Erst nach dem Fall der Demokratischen Republik Afghanistan kehrte er nach Afghanistan zurück. Sort nahm er seinen Unterricht wieder auf und wurde ein wichtiger Vermittler zwischen Konfliktparteien in seinem Gebiet. Während der ersten Herrschaft der Taliban government, lehrte Abdul Ali Hadith in Kandahar und arbeitete als Radiosprecher bei Voice of Sharia, wo er fragen zum Islam über Verehrung, Glaubenssätze, Verhalten, Wirtschaft und Persönlichem beantwortete. Daneben diente er als ideologischer Berater von Mullah Omar, wobei er keine offizielle Stelle in der Regierung innehatte. Man vermutet, dass Abdul Ali 2001 nach Pakistan geflohen ist. Anfang 2006 lebte er in Quetta. Er starb am 2. November 2009 eines natürlichen Todes.

## Ansichten und Schriften
Abdul Ali war ein gegen den Unterricht von Frauen in Lesen und Schreiben, sogar im häuslichen Bereich. Außerdem verwehrte er Frauen den Besuch von öffentlichen Gebeten. Er behauptete, dass eine Erlaubnis für Frauen, Lesen und Schreiben zu lernen, oder Gemeinschaftliche Gebete zu besuchen „zur Verderbnis der Fraen führe“ („leads to women’s corruption“) weil die Gegenwart „Versuchung“ („temptation“) sei. Abdul Ali verbot Frauen auch den Gebrauch von Mobiltelefone, weil sie diese nutzen könnten um „Beziehungen einzugehen und sich der Unmoral und den Lastern zuzuwenden“ („form relationships and turn to immorality and vices“).
Als Antwort auf die Frage eines Zuhörers zum Mausoleum von Imam Ali stellte Abdul Ali fest, dass sich Alis Grab nicht im Schrein befinde und das Grab auf einem ehemaligen zoroastrischen Feuertempel errichtet worden sei. Er erklärte auch, dass die dort abgehaltenen Zeremonien Bidʿa (unstatthafte Neuerungen) seien.
Abdul Ali hat ca. 700 Fatwas und sechs Bücher in Paschtu und Farsi veröffentlicht:
Farsi:
- Nasr al-Ahbaab Ala Raghm al-Murtab
- Nasb al-Khiyam Fi Rad al-Awham

Paschtu:
- Nasir al-Islam Fi Akhbar Sayyid al-Anam
- Bulugh al-Maram Fi Ta'lim al-Islam
- Nasrat al-Islam
- Irshad al-Masail Bayn al-Haq wa al-Batil